# FreeSync
FreeSync és una tecnologia de sincronització adaptativa per pantalles de cristall líquid (o LCD) que suporten una taxa de refresc variable, apuntant a evitar problemes com la superposició d'imatges al renderitzar en pantalla (screen tearing) i reduir la disfèmia (stuttering) en els fotogrames produïda a causa de la desalineació d'aquests amb la taxa de refresc del contingut.
FreeSync va ser desenvolupat per l'empresa Advanced Micro Devices, Inc. (AMD) i anunciat inicialment en 2014 per competir contra la tecnologia G-Sync, propietat de Nvidia. És lliure de regalies (royalty-free), d'ús lliure, i no té penalització de rendiment.

## Visió general
FreeSync adapta de manera dinàmica la taxa de refresc de la pantalla a una taxa de fotogrames (frames) variable, la qual cosa resulta d'una càrrega irregular de la GPU quan renderitza contingut complex de videojocs, així com també de menors fotogrames per segon (23.97/24/29.97/30 fps) utilitzats per exemple en contingut de vídeo (pel·lícules). Això ajuda a evitar els dos problemes anunciats anteriorment: el retard per disfèmia (stuttering delay), causat per la interfície de video en haver de finalitzar la renderització del fotograma actual en la pantalla, i la superposició de fotogrames (Tearing), provocant que la GPU enviï al monitor una imatge nova quan encara hi ha una altra que està sent dibuixada en la pantalla, fenomen que succeeix quan la sincronització vertical (vsync) es desactiva. El rang de taxa de refresc suportat per l'estàndard és 9–240 Hz, tot i que els monitors podrien tenir límits més estrets. FreeSync pot ser habilitat automàticament per plug and play, fent més fàcil el seu ús al sistema operatiu i a l'usuari final.
Les transicions entre diferents taxes de refresc succeeixen sense problemes i són indetectables per a l'usuari. El mecanisme de sincronització manté la interfície de vídeo a la taxa de rellotge de píxel (píxel clock rate) establerta però ajusta l'interval vertical (interval d'esborrat vertical). el monitor es manté mostrant la imatge actualment rebuda fins que un nou fotograma és presentat al buffer de fotogrames de la targeta de vídeo, doncs la transmissió a la nova imatge comença immediatament. Aquest mecanisme proporciona baixa latència al monitor i una experiència de visualització fluida, virtualment lliure de disfèmies, amb una menor complexitat d'implementació per al controlador de timming (T-AMB) i la interfície del panell de la pantalla. A més. aquesta tecnologia ajuda millorant la vida de la bateria en reduir la taxa de refresc del panell quan no està rebent imatges noves.

### Tecnologia
El FreeSync original es basa en el DisplayPort 1.2a, utilitzant una característica opcional de VESA denominada Adaptive-Sync. Aquest préstec va ser redissenyat per AMD a partir d'una característica d'auto-refresc de panell (PSR en anglès) del DisplayPort 1.0, el qual permet als taulers controlar la seva pròpia taxa de refresc amb el propòsit d'estalviar energia en les portàtils. Per tant, AMD FreeSync és una solució de maquinari–programari que usa protocols públicament disponibles els quals permeten una experiència de joc fluïda, lliure de disfèmies i baixa latència.
FreeSync també ha estat implementat en HDMI 1.2+ com a extensió de protocol. En canvi, no s'ha implementat en HDMI 2.1+ ja que té el seu propi sistema de taxa de refresc variable.

## FreeSync 2 HDR
El gener de 2017, AMD va anunciar la segona generació de la tecnologia FreeSync. Els requisits d'aquesta inclouen eliminar la taxa de fotogrames mínima i establir un màxim per la latència en pantalla. FreeSync 2 també dobla el volum de color amb suport per espais de colors en gamma de color i incrementa la brillantor de pantalla, habilitant d'aquesta manera el suport directe de pantalles compatibles amb HDR a través del programari (software) del controlador de la targeta de video. Les metadades de pantalla DisplayID/EDID per a colors primaris i les luminàncies màximes/mínimes són usades per ajustar l'etapa de mapatge tonal quan s'està escrivint al buffer de fotogrames, traient així càrrega a l'espai de color i al processament transfer-function de l'administració de color del sistema operatiu i el circuit de la interfície de vídeo, la qual cosa redueix latència de sortida.